# Coex

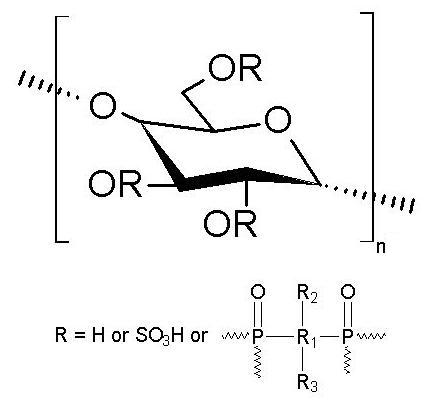
La struttura molecolare della cellulosa con le sostituzioni che caratterizzano la fibra coex.

Coex è un biopolimero ad uso tessile con proprietà antifiamma derivato dalla funzionalizzazione di fibre vegetali cellulosiche quali ad esempio cotone, lino, juta, canapa, cocco, ramia, bambù, rafia, sparto, àbaca, sisal, ortica, kapok, in più la sua efficacia è stata comprovata anche su legno e su fibre artificiali quali acetato di cellulosa, triacetato di cellulosa, viscosa, modal, lyocell e cupro. Il materiale è ottenuto tramite reazioni di solfatazione e fosforilazione sulle unità glucano legate tra loro in posizione 1,4 ed in particolare sui gruppi ossidrilici primari secondari e terziari del biopolimero cellulosico.
La modificazione chimica delle fibre non comporta alterazioni fisiche e di aspetto rispetto al materiale di partenza.
Nel 2015 il World Textile Information Network nell'ambito delle premiazioni "Future materials awards" ha riconosciuto Coex come migliore innovazione nell'ambito del tessile d'arredamento.

## Proprietà
Coex ha proprietà e caratteristiche chimico fisiche dipendenti dalla materia prima di partenza. Come tutte le fibre vegetali e artificiali cellulosiche è caratterizzato per la loro versatilità nel settore tessile per il comfort, l'idrofilia, l'antistaticità, la resistenza meccanica e agli agenti naturali come ossigeno UV e IR. Questo tipo di fibra è anche resistente alle tarme, alle muffe e alla luce del sole.
La caratteristica principale dei biopolimeri Coex è la resistenza alla fiamma, con proprietà ignifughe e non semplicemente ritardanti della fiamma. Tramite la modifica molecolare le fibre carbonizzano e estinguendo la fiamma naturalmente. I prodotti ottenuti sono ipoallergenici e biodegradabili.